# Ungleichung von Popoviciu
Die Ungleichung von Popoviciu (englisch Popoviciu’s inequality) ist ein Lehrsatz der Analysis, einem der Teilgebiete der Mathematik. Die Ungleichung, welche einer Arbeit des rumänischen Mathematikers Tiberiu Popoviciu (1906–1975) aus dem Jahre 1965 entstammt, stellt eine charakteristische Eigenschaft stetiger konvexer Funktionen auf reellen Intervallen dar. Sie lässt sich als Folgerung aus dem Majorisierungsprinzip von Hardy-Littlewood-Pólya gewinnen.

## Formulierung
Der Lehrsatz lässt sich angeben wie folgt:
Gegeben seien ein beliebiges reelles Intervall {\displaystyle I\subseteq \mathbb {R} } und eine stetige reelle Funktion {\displaystyle f\colon I\to \mathbb {R} }.
Dann sind folgende Bedingungen gleichwertig:
 (B_1) {\displaystyle f} ist eine konvexe Funktion.
 (B_2) Je drei reelle Zahlen {\displaystyle x,y,z\in I} erfüllen die Ungleichung
{\displaystyle {\frac {f(x)+f(y)+f(z)}{3}}+f\left({\frac {x+y+z}{3}}\right)\geq {\frac {2}{3}}\cdot {\bigl [}f\left({\frac {x+y}{2}}\right)+f\left({\frac {y+z}{2}}\right)+f\left({\frac {z+x}{2}}\right){\bigr ]}}  .
Dabei ist {\displaystyle f} streng konvex dann und nur dann, wenn für je drei  {\displaystyle x,y,z\in I}, vom Fall {\displaystyle x=y=z} abgesehen, die obige Ungleichung mit dem Vergleichszeichen {\displaystyle >}  anstelle des Vergleichszeichens {\displaystyle \geq } gilt.

### Zwei Ungleichungen als Anwendung
Mit Hilfe von Popovicius Ungleichung lassen sich unter anderem die folgenden beiden herleiten:
Für je drei reelle Zahlen {\displaystyle a,b,c>0}, welche nicht alle gleich sind, gilt stets:
(1) {\displaystyle 27(a+b)^{2}(b+c)^{2}(c+a)^{2}>64abc(a+b+c)^{3}}  .
(2) {\displaystyle a^{6}+b^{6}+c^{6}+3a^{2}b^{2}c^{2}>2\left(a^{3}b^{3}+b^{3}c^{3}+c^{3}a^{3}\right)}  .

### Allgemeinere Ungleichungen, Integralversion
Tiberiu Popoviciu gab in der Arbeit von 1965 seine Ungleichung in einer noch allgemeineren Fassung an, welche in der Folge – insbesondere durch Petar M. Vasić und Ljubomir R. Stanković – noch erweitert wurde. Andere Autoren fanden weitere Verallgemeinerungen und Abwandlungen. Nicht zuletzt wurde die Ungleichung von Popoviciu auch in eine Integralversion übertragen.

## Weitere Ungleichung von Popoviciu
Mit dem Namen von Tiberiu Popoviciu sind einige weitere Ungleichungen verbunden und insbesondere die folgende, welche eine Verallgemeinerung einer bekannten Ungleichung von János Aczél darstellt:
Gegeben seien reelle Zahlen {\displaystyle p,q>1{\text{ mit }}{\tfrac {1}{p}}+{\tfrac {1}{q}}=1} sowie (zu einer gegebenen natürlichen Zahl {\displaystyle n\geq 2}) zwei {\displaystyle n}-Tupel {\displaystyle (a_{1},\ldots ,a_{n})} und {\displaystyle (b_{1},\ldots ,b_{n})} positiver reeller Zahlen.
Weiter seien {\displaystyle {a_{1}}^{p}-{a_{2}}^{p}-\ldots -{a_{n}}^{p}>0} und {\displaystyle {b_{1}}^{q}-{b_{2}}^{q}-\ldots -{b_{n}}^{q}>0}  .
Dann gilt:
{\displaystyle \left({a_{1}}^{p}-{a_{2}}^{p}-\ldots -{a_{n}}^{p}\right)^{\tfrac {1}{p}}\left({b_{1}}^{q}-{b_{2}}^{q}-\ldots -{b_{n}}^{q}\right)^{\tfrac {1}{q}}\leq a_{1}b_{1}-a_{2}b_{2}-\ldots -a_{n}b_{n}}  .

### Ungleichung von Aczél
Im Falle {\displaystyle p=q=2} ergibt sich als Sonderfall dieser Ungleichung von Popoviciu die erwähnte Ungleichung von Aczél, welche dann sogar unter  weiter verallgemeinerten Voraussetzungen Geltung hat:
Für je zwei {\displaystyle n}-Tupel {\displaystyle (a_{1},\ldots ,a_{n})} und {\displaystyle (b_{1},\ldots ,b_{n})} reeller Zahlen derart, dass {\displaystyle {a_{1}}^{2}-{a_{2}}^{2}-\ldots -{a_{n}}^{2}>0} ODER {\displaystyle {b_{1}}^{2}-{b_{2}}^{2}-\ldots -{b_{n}}^{2}>0} gilt, hat man stets die Abschätzung
{\displaystyle \left({a_{1}}^{2}-{a_{2}}^{2}-\ldots -{a_{n}}^{2}\right)\left({b_{1}}^{2}-{b_{2}}^{2}-\ldots -{b_{n}}^{2}\right)\leq \left(a_{1}b_{1}-a_{2}b_{2}-\ldots -a_{n}b_{n}\right)^{2}} .